# Флаг Нижнего Новгорода
Флаг Ни́жнего Но́вгорода — официальный символ Нижнего Новгорода, отражающий исторические и местные традиции города, символизирующий достоинство города и историческую преемственность. Учреждён 20 декабря 2006 года. 21 марта 2007 года было утверждено графическое изображение флага.

## Знамя города
15 октября 1992 года, решением Нижегородского городского совета народных депутатов, было учреждено знамя города, а 21 апреля 1993 года, Решением Малого Совета Нижегородского городского Совета народных депутатов, было утверждено Положение о нём.
24 мая 2000 года, постановлением Городской Думы города Нижнего Новгорода, было принято новое положение о знамени города.

Знамя города Нижнего Новгорода является символом города Нижнего Новгорода и представляет собой прямоугольное полотнище белого цвета размером 90×120 см. В нижней части прямоугольник разбивается на три угла, по низу полотнища проложена лента золотого цвета, по углам 3 кисти того же цвета. На лицевой стороне помещён герб города Нижнего Новгорода, обрамленный гирляндой дубовых листьев, перевитой лентой цветов Российского флага.
На оборотной стороне — графическое изображение Дмитриевской башни Нижегородского кремля с надписью «Нижний Новгород» и дата основания города — «1221 год».
Знамя имеет навершие высотой 32,5 см в форме пики с шаром, изготовленной из металла серебристого цвета.

9 февраля 2007 года, после вступления в силу постановления Городской Думы города Нижнего Новгорода от 20 декабря 2006 № 96, знамя было упразднено и новым символом города стал флаг.

## Флаг города

### Описание
«Флаг города Нижнего Новгорода представляет собой прямоугольное полотнище белого цвета с соотношением ширины к длине 2:3. В центре полотнища расположена фигура из герба города Нижнего Новгорода высотой 4/5 ширины флага: идущий к древку червлёный олень, рога, глаза и копыта чёрные».

### Обоснование символики
Флаг города Нижнего Новгорода является классическим гербовым флагом, то есть флагом с композицией герба, распространённой на все полотнище.
Олень является символом благородства, чистоты и величия, жизни, мудрости и справедливости.
Белый цвет — символ совершенства, благородства, чистоты помыслов, мира.
Червлёный цвет — символ храбрости, мужества, неустрашимости, зрелости, энергии, жизнеспособности.
Чёрный цвет — символ благоразумия, мудрости, честности, скромности, смирения и вечности бытия.